# Namibias flag
Namibias flag blev taget i brug 21. marts 1990.
Hovedfarverne blev hentet fra flaget til SWAPO (South West African People's Organization), den vigtigste frigørende bevægelse. Dette flag blev taget i brug i 1971, og består af horisontale striber (blå, rød og grøn).
| Flag | Spire Denne artikel om flag eller vexillologi er en spire som bør udbygges. Du er velkommen til at hjælpe Wikipedia ved at udvide den. |